# Portalowy kenotaf wojewody Jana Tarły

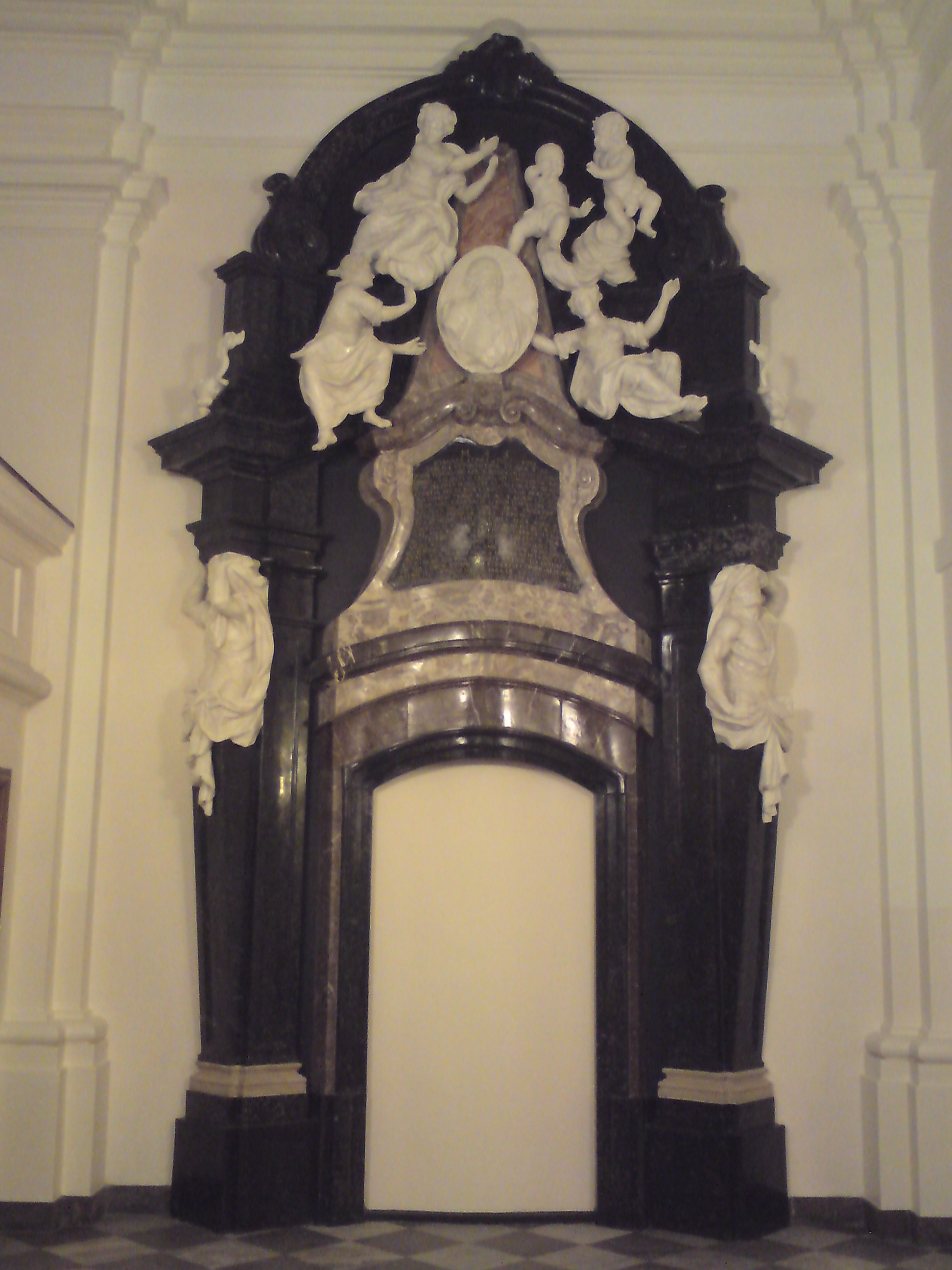
Portalowy nagrobek wojewody Jana Tarły po scaleniu i konserwacji w 2010

Portalowy kenotaf wojewody Jana Tarły – symboliczny pomnik nagrobny Jana Tarły (1684-1750), jednego z głównych fundatorów Collegium Nobilium i dobrodzieja pijarów, w rzeczywistości pochowanego w kościele o.o. pijarów w Opolu Lubelskim, znajdujący się obecnie po lewej stronie w nawie bocznej Kościoła Matki Bożej Łaskawej w Warszawie.

## Opis kenotafu
Pomnik uważany za jedno z wybitnych dzieł rzeźby późnego baroku – rokoka, zaliczany do najlepszych osiągnięć rzeźby europejskiej XVIII wieku. Powstał w pracowni Jana Jerzego Plerscha w latach 1752–1753 dla kościoła o.o. pijarów św. Pryma, Felicjana i Matki Boskiej Zwycięskiej przy ul. Długiej w Warszawie. Portalowy nagrobek stanowił ozdobę – obramowanie drzwi do zakrystii kościelnej, składa się z trzech rodzajów marmuru. Nad drzwiami umieszczono łacińską tablicę epitafijną, podobiznę – medalion z płaskorzeźbą Jana Tarły utrzymywaną przez postać kobiecą - personifikację alegorii, dwa putta – pierwotnie z trąbką, postać kobiecą - alegorię wiary – pierwotnie wskazującą monstrancję. Pomnik wsparty na hermach z postaciami atlantów.

## Historia
Pierwotnie wystawiony w kościele św. Pryma, Felicjana i Matki Boskiej Zwycięskiej oo. pijarów przy ul. Długiej w Warszawie – z inicjatywy Stanisława Konarskiego SchP – bliskiego krewnego, bratanka, któremu Jan Tarło pomógł sfinansować studia za granicą. Pomnik sfinansowała wdowa, Zofia Tarło z Krasińskich – kasztelanka wiślicka. Jan Tarło był szczególnym dobroczyńcą o.o. pijarów, jednym z głównych fundatorów Collegium Nobilium. W kościele o.o. pijarów nagrobek pierwotnie był umiejscowiony wokół drzwi prowadzących do kościelnej zakrystii, w pobliżu głównego ołtarza. W symbolice eschatologicznej brama oznacza przejście do innego świata.
W 1834 roku po Powstaniu Listopadowym na polecenie namiestnika Iwana Paskiewicza carskie władze zaborcze przekazały kościół o.o. pijarów św. Pryma, Felicjana i Matki Boskiej Zwycięskiej Rosyjskiej Cerkwi Prawosławnej, zaś nagrobek rozebrano, usunięto i przeniesiono do kościoła pojezuickiego (po kasacie jezuitów w 1773 roku), przekazanego pijarom wyrzuconym z ich własnego kościoła.

## Scalenie i rekonstrukcja pomnika w 1864 roku
W 1864 roku, po 30 latach składowania pomnika w kościelnych podziemiach, montaż, uzupełnienie braków i konserwację pomnika w kościele pojezuickim przeprowadził Faustyn Cengler, prace sfinansował Ignacy Kazimierz hrabia Tarło.
Zniszczony w 1944 roku podczas wysadzenia kościoła w powietrze, częściowo ocalał, gdyż pod ścianą z nagrobkiem nie wybuchł ładunek. Przetrwały następujące elementy: fragment części przedniej, tablica i detale rzeźbiarskie zdeponowane po wojnie w różnych muzeach: Łazienkach Królewskich i Muzeum Historycznym m.st. Warszawy.

## Scalenie i rekonstrukcja pomnika w 2010 roku
Pomnik scalono i poddano konserwacji w 2010 roku. Konserwację pomnika poprzedziły prace studialne, które wykonali historycy sztuki: Jacek Gajewski i znawca baroku dr Jakub Sito. Pomnik zmontowano w wersji zbliżonej do wersji pierwotnej z XVIII w., która to wersja nie została udokumentowana przy pomocy zachowanej ikonografii. Uniknięto niektórych błędów kompozycji popełnionych podczas montażu pomnika w 1864 r., m.in. umieszczono centralnie podobiznę Jana Tarły i łacińską tablicę epitafijną w pierwotnym miejscu (podczas montażu w XIX w. podobiznę Jana Tarły umieszczono z prawej strony w górze ponad puttami, tablicę epitafijną umieszczono w miejscu po nieistniejących drzwiach, w jej miejscu umieszczono herb Tarłów Topór, dodając druga tablicę po polsku. Z tablicy polskiej, opisującej odnowienie i ustawienie pomnika w 1864 roku i herbu Topór zrezygnowano podczas konserwacji w 2010 roku. Po montażu pomnika w 1864 jedno putto znajdowało się w miejscu podobizny Jana Tarły, w 2010 roku przeniesiono je do góry. Nie odtworzono złotej monstrancji w górze pomnika i złotej trąbki trzymanej przez putto, których już nie było w montażu z 1864 r., ani złotej ramy tablicy epitafijnej. Postać kobiecą - alegorię z lewej strony medalionu z podobizną Jana Tarły zamocowano w pozycji znanej z montażu epitafium z 1864 roku – znajduje się w niewielkim oddaleniu od medalionu. 

(...) Wykonano wielką pracę, poprzedzoną kwerendą materiałów archiwalnych oraz badaniami ikonograficznymi.(...) Nagrobek podczas wojny został zniszczony, w kościele ocalała z niego tylko część. W naszych podziemiach znajdowały się fragmenty nagrobka, część z nich znajdowała się także w innych miejscach Warszawy, teraz udało się to wszystko scalić. Widać, jakie to piękne dzieło, mam nadzieję, że będzie cieszyło serca i oczy ludzi (...)

(...) Zrobiliśmy dokumentację tego, co mamy, a potem konserwatorzy przystąpili do żmudnych prac przy każdym elemencie monumentu. Najpierw były czyszczone, potem komponowane ponownie. Niektóre trzeba było odtworzyć np. na podstawie przedwojennych fotografii (...) ... Monumentowi brakuje jeszcze kilku atrybutów. Nie ma trąbki, monstrancji w górnej części pomnika i złotej ramy...

Atrybuty te wykonane ze złoconego mosiądzu zaginęły po 1831. 
Prace konserwatorskie prowadziła pracowania Piotra Niemcewicza z Torunia, prace kamieniarskie pracownia Jacka Pawłowskiego z Kielc, brakujące głowy i rzeźby aniołów odtworzyła Elżbieta Kołodziejczyk-Macander z ASP. Po ukończeniu trwających około pół roku prac konserwatorskich, uroczyste poświęcenie nagrobka wojewody Jana Tarły odbyło się 8 grudnia 2010. Całkowity koszt prac konserwatorskich wyniósł 335 000 zł, w tym 200 000 zł dotacji Biura Stołecznego Konserwatora Zabytków.

## Ilustracje

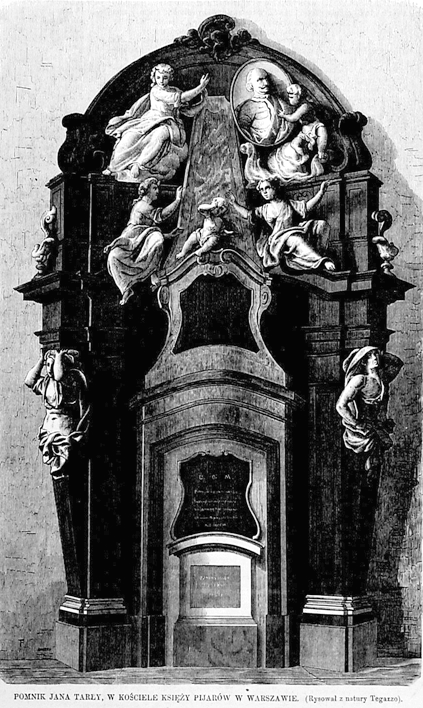
Nagrobek wojewody Jana Tarły złożony przez Faustyna Cenglera w 1864 r., rysunek Tegazzo, Tygodnik Ilustrowany 04-02-1865
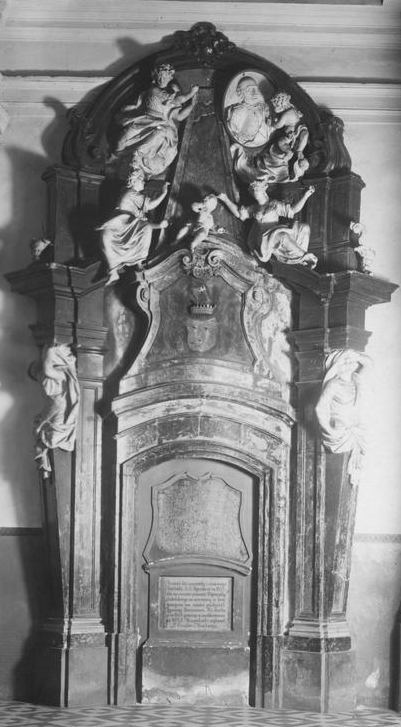
Nagrobek wojewody Jana Tarły złożony przez Faustyna Cenglera w 1864 r., zdjęcie wykonane przed rokiem 1939
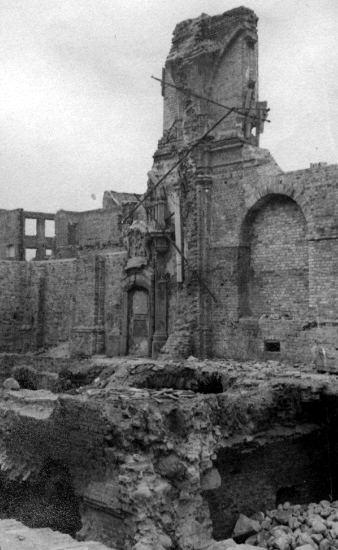
Ruiny kościoła jezuitów – ściana z resztami nagrobka Jana Tarły, ok. 1945 roku
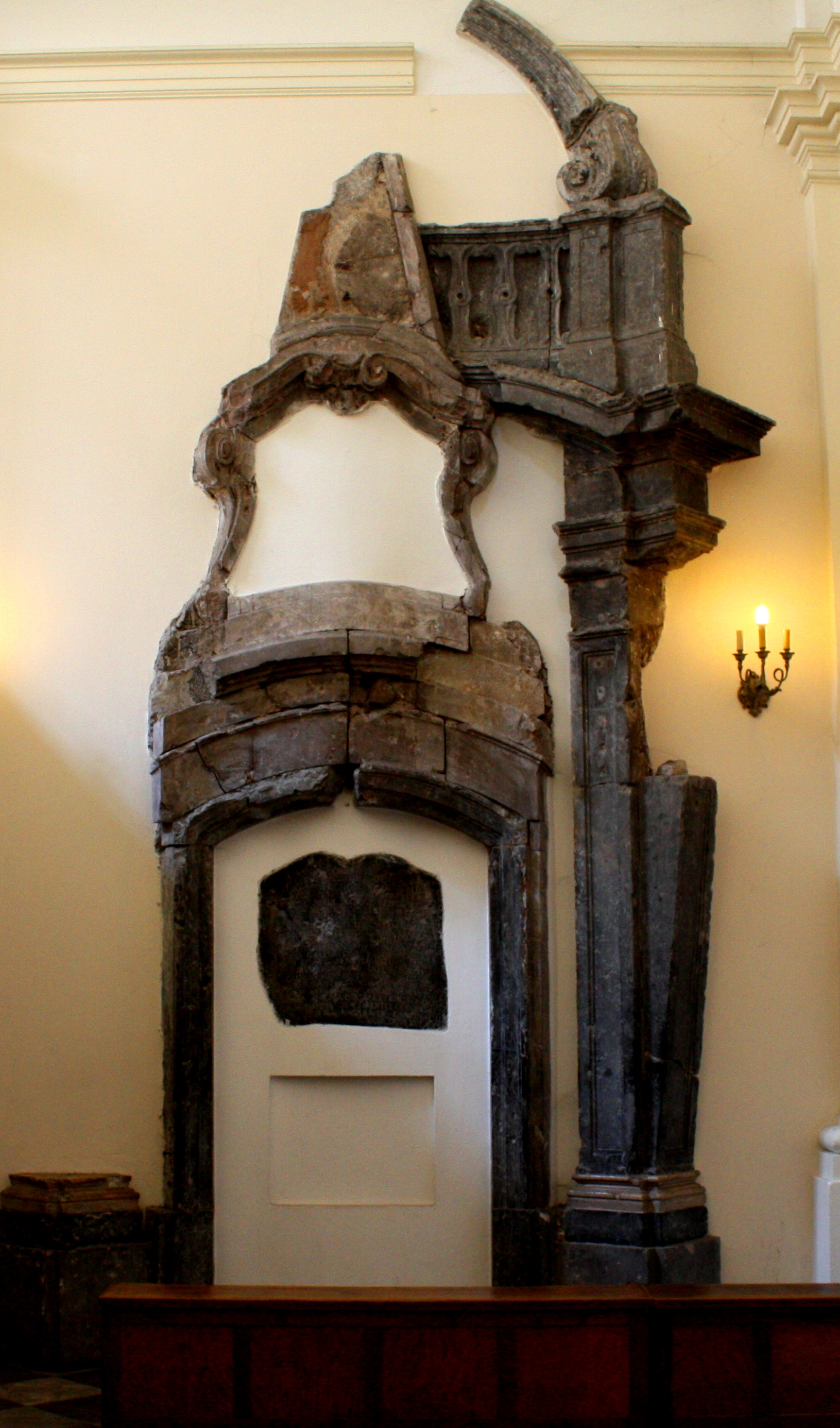
Nagrobek wojewody Jana Tarły po uszkodzeniach wojennych, lata 1957–2010